# Walchsee
Walchsee je jezero u stejnojmenné obce v rakouském Tyrolsku. Celé jezero leží na území obce Walchsee, ale jeho východní břeh patří k obci Kössen. S rozlohou téměř 1 km² je čtvrtým největším přírodním jezerem v Tyrolsku.

## Geografie
Walchsee je jezero v ledovcovitém údolí přírodního původu, které se nachází mezi pohořími Kaisergebirge na jihu a Chiemgauskými Alpami na severu. Jeho rozloha je 95 ha, maximální hloubka 21 m. Walchsee má několik přítoků, z nichž nejdůležitější je Ramsbach, který pramení v Chiemgauských Alpách na bavorském území a vlévá se do severozápadního cípu jezera. Na východní straně odtéká přes Walchseebach, který je dlouhý jen asi 500 m, a následně do Weißenbachu, který se zase vlévá přes Kohlenbach do řeky Großache.

## Historie a jméno
První zmínka o jezeře jako o panovnickém majetku se objevuje v bavorském vévodském urbáři z roku 1280. Stejně jako v případě bavorského Walchensee se název dlouho vztahoval k Walchenům, románskému obyvatelstvu, které zde zůstalo usazeno po osídlení země Bavory v 5. století. Walchova teorie je v novějších vědeckých pracích vnímána opatrněji. "Walch" je považován za nejednoznačný prvek jména. Lze jej považovat za odkaz na "románský" (odkaz na románské obyvatelstvo přítomné ještě v raném středověku nebo za zeměpisný odkaz na lokalitu, která z pohledu pozorovatele dávajícího jméno leží směrem k Welschlandu, ale v době vzniku jména sama románské obyvatelstvo neměla), nebo za "vlhký, vlažný, mírný", případně také za "valící se, mačkající se". Makro- i mikrotoponomatika obce Kössen hovoří proti Walchenské teorii. Místo je jednou z oblastí dnešního Tyrolska, kterou jako první osídlili Němci v raném středověku prostřednictvím bavorských záborů půdy.

## Ekologie
Přibližně 64 % plochy povodí tvoří lesy a přírodě blízké oblasti, 26 % je využíváno zemědělsky. Jezero Walchsee je klasifikováno jako oligotrofní až slabě mezotrofní, hloubka viditelnosti je 3,5 m (roční průměr 2003-2005). Částečně nízká hloubka viditelnosti není způsobena vysokou hustotou suspendovaných řas, ale organickými částicemi, jako je odumřelý a rozložený rostlinný materiál nebo minerální částice. (Teoretická) doba zadržení vody je 0,3 roku.

## Rybí fauna
Mezi druhy ryb nalezené v jezeře Walchsee patří štika, candát, síh, kapr, okoun, pstruh a lín.

## Využití
Teplota vody dosahuje v létě kolem 23 °C , což z něj dělá oblíbené jezero ke koupání. Na jeho březích je několik míst na koupání a kempů. Jezero je také oblíbené jako místo pro surfování, plachtění, vodní lyžování a rybaření. Walchsee je také dějištěm sportovních akcí, jako je Triathlon Challenge Walchsee-Kaiserwinkl.

## Legendy
Podle pověsti se na místě Walchsee nacházel krásný, úrodný les, na který si dělalo nárok několik místních obyvatel, a tak se stal jablkem sváru. Mlékařka, která šla jednoho dne lesem podojit krávy na druhou stranu, uviděla cestou malou jímku naplněnou vodou. Když se chtěla vrátit, na místě lesa se rozprostíralo velké jezero. Jiná legenda vypráví o strašidelné jezerní pochodni, duši zrazené dívky, která se prý ve Walchsee utopila i se svým nenarozeným dítětem.